# Ярославка (Тюкалінський район)
Яросла́вка (рос. Ярославка) — присілок у Омської області Російської Федерації, належить до Атрачинського сільського поселення Тюкалінського муніципального району. Населення — 361 особа (2010).

## Історія
Присілок було засновано в Тюкалінському повіті Тобольської губернії навесні 1895 року українськими переселенцями з Ярославки, Заворич та Мокреця Козелецького повіту Чернігівської губернії, що шукали вільні землі для поселення. 1896 року прибули переселенці з Орловської губернії, однак українські селяни не пустили до себе, тому ті заснували своє поселення поряд, на півдні за ліском. Так виникла російська частина Ярославки — Кацапщина, що з часом занепала.
1909 року було відкрито Ярославське сільське початкове училище. Під час німецько-радянської війни до Ярославки було евакуйовано дітей із блокадного Ленінграда, у школі було створено тимчасовий дитячий будинок. 1968 року було збудовано сучасну будівлю школи.

## Господарство
У присілку діють школа, ФАП та відділення пошти. ТОВ «Ярославське» вирощує зернові, олійні та кормові культури, а також займається тваринництвом і м'ясопереробкою.

## Населення
| 1926 | 2010 |
| ---- | ---- |
| 1024 | ↘361 |